# Акира Јошино
Акира Јошино (енгл. Akira Yoshino) рођен је 30. јануар 1948. у Суити у Јапану.
Добитник је Нобелове награде за хемију 2019. године за развој литијум-јонских батерија. 
Награду дели са још два научника а то су Џон Б. Гудинаф ( енгл. John B. Goodenough) и М. Стенли Витингам (енгл. M. Stanley Whittingham).

## Живот и каријера
Акира Јошино је рођен у Суити у Јапану. Након студија технологије на Универзитету у Кјоту, почео је да ради у хемијској компанији Asahi Kasei  у Токиу 1972. године, са којом је био у професионалним контактима и током своје неакадемске каријере.
Од 2005. водио је сопствену лабораторију у Asahi Kasei.
Јошино је докторирао на Универзитету Осака 2005. године.
На Универзитету Меијо у Нагоји (Јапан) је професор од 2017. године.
Почасни сарадник је у корпорацији Asahi Kasei, Токио, Јапан.

## Развој литијум-јонске батерије
Темељ литијум-јонске батерије постављен је током нафтне кризе 1970-их. М. Станли Витигам радио је на развоју метода које би могле довести до енергетских технологија без фосилних горива. Почео је да истражује суперпроводнике и открио је изузетно богат енергијом богат материјал који је користио за стварање иновативне катоде у литијумској батерији. Џон Б. Гудинаф да би унапредио литијум-јонску батерију, искористио је кобалт оксид да побољша потенцијал литијумских батерија.
На основу Гудинафовог открића, Акира Јошино је створио прву комерцијално одрживу литијум-јонску батерију 1985. Уместо да користи реактивни литијум у аноди, користио је нафтни кокс, угљенични материјал који, попут катодног кобалт-оксида, може допунити и убацити литијумове јоне.
Резултат је била лагана, издржљива батерија која се могла напунити стотинама пута пре погоршања перформанси. Предност литијум-јонских батерија је у томе што се не заснивају на хемијским реакцијама које разбијају електроде, већ на литијумовим јонима који течу напред-назад између аноде и катоде.

### Значај открића
Литијум-јонске батерије се широм света користе за напајање преносиве електронике. 
Развитак литијум-јонских батерија омогућио је значајан допринос напретку уређаја који се користе у свакодневном животу. Батрија која се може пунити користи се у мобилним телефонима, лаптоповима и елктричним аутомобилима.
Литијум-јонске батерије револуционарно су промениле наш живот откако су први пут изашле на тржиште 1991. године. Оне су поставиле темеље бежичног друштва без фосилних горива и од највеће су користи за човечанство.

## Нобелова награда
Краљевска академија науке за добитнике Нобелове награде за хемију 2019. године прогласила је Џона Б. Гудинафа, М. Стенлија Витингама и Акиру Јошино за развој литијум-јонских батерија.
Нобелов комитет је у свом саопштењу изнео о значају открића:  „Литијум-јонске батерије користе се глобално да напуне преносиве електронске уређаје које користимо за комуникацију, посао, учење, слушање музике и потрагу за знањем."
Чланица комитета Сара Сногеруп Линс, са Универзитета у Лунду  је рекла о открићима и лауратима: "Добили смо приступ технолошкој револуцији. Лауреати су развили лаку батерију високог потенцијала за примену у многим уређајима."
Професор Рамстром, члан Нобеловог комитета са Универзитета у Масачусетсу рекао је: „Ова батерија је врло, врло добра. Има велику снагу и високо енергичну ефикасност, па је нашла примену готово свуда."